# Tanahbesar
Tanahbesar (chiamata anche Wokam; in indonesiano: Pulau Wokam) è un'isola dell'Indonesia, situata nel Mar degli Alfuri, appartenente all'arcipelago delle Isole Aru. Amministrativamente fa parte della provincia di Maluku.
Ha una superficie di 1604 km². Le altre isole principali dell'arcipelago sono: Kobroor, Trangan, Kola e Maikoor.